# Abadia (Tivissa)
L'Abadia és una obra de Tivissa (Ribera d'Ebre) inclosa a l'Inventari del Patrimoni Arquitectònic de Catalunya.

## Descripció
Situat a la plaça de l'Abadia, de la qual rep el nom. Edifici cantoner de tres crugies que consta de planta baixa, pis i golfes. S'hi accedeix per un portal d'arc escarser amb rajols col·locats a plec de llibre i brancals de pedra. Els finestrals dels pisos superiors, d'arc pla arrebossat, tenen sortida a un balcons de baranes forjades i bases motllurades. L'acabat exterior és arrebossat i pintat. A l'interior, a nivell del primer pis, s'hi conserva un arc apuntat cec, que denota certa antiguitat.

## Història
Per les característiques de l'arc que es conserva al seu interior, hem de pensar que part de l'estructura correspon a una abadia d'origen medieval.